# Bârzava (gmina)
Bârzava – gmina w Rumunii, w okręgu Arad. Obejmuje miejscowości Bătuța, Bârzava, Căpruța, Dumbrăvița, Groșii Noi, Lalașinț, Monoroștia i Slatina de Mureș. W 2011 roku liczyła 2707 mieszkańców.